# Jon Nödtveidt
Jon Andreas Nödtveidt (Strömstad, 1975. június 28. – Hässelby, 2006. augusztus 13.) svéd zenész, ismertségét leginkább az általa alapított Dissection nevű black/death metal zenekarnak köszönheti. 

## Pályafutása
1997-ben egy homoszexuális algériai férfi meggyilkolásában való részvételéért börtönbüntetésre ítélték, 2004-ben szabadult. 2006 nyarán stockholmi lakásában holtan találták, egy égő gyertyák által formált körben.